# START I
START I (Strategic Arms Reduction Treaty) byla dvoustranná smlouva mezi Spojenými státy a Sovětským svazem o snížení a omezení počtu strategických útočných zbraní. Smlouva byla podepsána 31. července 1991 a vstoupila v platnost 5. prosince 1994. Smlouva zakazovala jejím signatářům rozmístění více než 6 000 jaderných hlavic a celkem 1 600 mezikontinentálních balistických raket (ICBM) a bombardérů.
START se stala nejrozsáhlejší a nejkomplexnější smlouvou o kontrole zbrojení v historii a její konečné provedení koncem roku 2001 vedlo k odstranění přibližně 80 % všech tehdy existujících strategických jaderných zbraní. Navrhl ji americký prezident Ronald Reagan a po zahájení jednání o START II byla přejmenována na START I.
Platnost smlouvy skončila 5. prosince 2009.
Dne 8. dubna 2010 podepsali v Praze americký prezident Barack Obama a ruský prezident Dmitrij Medveděv náhradní Novou dohodu START (New START). Po ratifikaci americkým Senátem a ruským Federálním shromážděním vstoupila smlouva v platnost 26. ledna 2011 a prodloužila hluboké omezení amerických a sovětských, resp. ruských strategických jaderných zbraní do února 2026.